# Мірза Хазар
Мірза Хазар (азерб. Mirzə Xəzər) (Мірза Керім огли Микаилов, азерб. Mirzə Kərim oğlu Mikayılov, нар. 29 листопада 1947 року, Гойчай (Göyçay) Азербайджанська РСР, СРСР) — відомий азербайджанський, єврейський, згодом ізраїльський радіожурналіст, автор, політичний аналітик, публіцист, перекладач Біблії на азербайджанську мову. Він також відомий як Мірза Міхаелі (Mirza Michaeli). Зараз Мірза Хазар мешкає у Мюнхені, Німеччина.

## Біографія
У липні 1973 року Мірза Хазар закінчив навчання на юридичному факультеті в Азербайджанському державному університеті. Починаючи із серпня 1973 року по січень 1974 року він працював адвокатом у Сумгаіті (Sumgait). У червні 1974 року він іммігрував до Ізраїлю та відвідував спеціальні курси для адвокатів із СРСР в Тель-Авівськом університеті. З червня 1975 року по січень 1976 року він проходив службу в Армії оборони Ізраїлю.
Із серпня 1976 року по жовтень 1985 року Мірза Хазар працював заступником головного редактора азербайджанської служби радіо Вільна Європа/радіо Свобода у Мюнхені, Німеччина. У жовтні 1985 року його запросили до Вашингтону О. К. (Округ Колумбії) на посаду головного редактора азербайджанської служби радіо «Голос Америки». У лютому 1987 року Мірза Хазар повернувся до Мюнхену, щоб очолити азербайджанську службу радіо Вільна Європа/радіо Свобода, де він працював по вересень 2003 року. У січні 2004 року він заснував газету «Голос Мірзи Хазара» (Mirzə Xəzərin Səsi) у Баку. У наш час[коли?] Мірза Хазар керує інтерактивною газетою «Голос Мірзи Хазара», що виходить трьома мовами: азербайджанською, англійською та російською. З вересня по жовтень 2005 року, Мірза Хазар був ведучим телебачення Azadlig (телебачення Freedom) — першої незалежної станції, що передавалася із-за кордону до Азербайджану. У грудні 2005 року він запускає радіомовну програму «Голос Мірзи Хазара» в Інтернеті, де відвідувачі мають змогу слухати заздалегідь записані звукозаписи.

## Переклад Біблії
На замовлення Інституту перекладу Біблії у Стокгольмі, Мірза Хазар перекладав Біблію — Новий Заповіт та Старий Заповіт на азербайджанську мову. Мірза Хазар розпочав роботу над перекладом повної Біблії у 1975 році та закінчив у 1984 році. У 1982 році Інститут перекладу Біблії у Стокгольмі, Швеція, опублікував новий сучасний переклад Нового Заповіту Мірзи Хазара на азербайджанську мову, що зараз використовується в Азербайджані. Перше видання було надруковане у Загребі, Хорватія. У наступні роки переклад Нового Заповіту Мірзи Хазара перевидавався п'ять разів. Мірза Хазар закінчив роботу над перекладом Старого Заповіту у 1984 році, але цей переклад ще досі не було видано.
Довідкова інформація: Першим перекладом Мірзи Фарруха (Mirza Farrukh) та Фелікса Заренби (Feliks Zaręnba) на азербайджанську мову було Євангеліє від Матвія (the Gospel of Matthew), опубліковане у 1842 році Базельською місіонерською громадою у Лондон. Повний Новий Заповіт було повністю перекладено та опубліковано у 1878 році у Лондоні, а Старий заповіт — у 1891 році.

## Наукові статті
Статті Мірзи Хазара, що стосуються політичної та економічної ситуації в Азербайджані та інших колишніх радянських республіках, були опубліковані в Азербайджані, Туреччині, Чехії та інших країнах. «Формування Народного Фронту в Азербайджані» (грудень 1988 року) Мірзи Хазара було першою науковою статтею про спроби місцевої інтелігенції та патріотів розпочати національно-демократичний рух в Азербайджані. Народний Фронт Азербайджану офіційно було створено у 1989 році. У серпні 1989 року було опубліковано статтю Хазара «Громада в азербайджанському демократичному русі».

## Чорний січень 1990 року

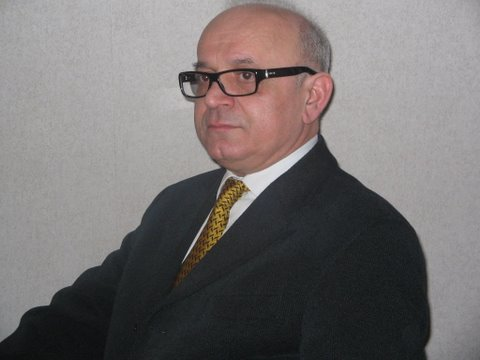
Мірза Хазар 2006 році

Під час репресій Чорного січня, керівництво СРСР намагалося придушити всі спроби розповсюдження новин з Азербайджану серед місцевого населення та міжнародної спільноти. Напередодні вторгнення радянських військ у Баку, енергетична база азербайджанського телебачення та державної радіостанції була зруйнована офіцерами розвідки з метою відключення населення від будь-якого джерела інформації. Телебачення та радіостанції мовчали, а всі друковані засоби масової інформації були заборонені. Але Мірза Хазар та його штат службовців на радіо Вільна Європа/Радіо Свобода мали успіх у передачі по радіо щоденних звітів з Баку, зробивши це єдиним джерелом розповсюдження новин серед азербайджанців як у межах країни, так і поза її межами на декілька днів. Керівництво Кремля наполегливо намагалося тримати зовнішній світ та населення Азербайджану непоінформованим щодо вторгнення військових сил, але Мірза Хазар разом зі своїм штатом зірвали цю спробу. Близько 200 цивільних людей померли під час вторгнення військових сил у Баку 20 січня 1990 року. Дякуючи Мірзі Хазару, азербайджанці в Азербайджані та за його межами, разом із міжнародною спільнотою дізналися про вторгнення радянських військ, і таким чином отримали можливість організувати акції протесту. Шоковане такими несподіваними подіями керівництво СРСР подало офіційну скаргу до Сполучених Штатів стосовно висвітлення по Радіо Свобода інформації про вторгнення в Азербайджан. Радіомовлення 20 січня 1990 року перетворило Мірзу Хазара на легенду серед азербайджанців всередині Азербайджану та за його межами. Мелахет Агаджанкизи (Melahet Agacankizi), відома азербайджанська поетеса та письменниця ось як описала появу Мірзи Хазара на радіо у часи вторгнення радянських військових: «20 січня Мірза Хазар своїм дарованим Богом божественним голосом подарував надію вмираючому азербайджанському народові». Його характерний голос та його ім'я відомі азербайджанцям як всередині країни, так і за її межами.

## Нагороди
Ім'я Мірзи Хазара включене до книги «100 великих азербайджанців», яка була підготовлена видатною азербайджанською дослідницею та письменницею Алісою Ніжат (Alisa Nijat) та опублікована в Баку у 1999 році. У 1990 році Народний фронт Азербайджану присудив Мірзі Хазару нагороду Маммеда Аміна Расулзаде за його роль у національно-демократичному русі Азербайджану. Маммед Амін Расулзаде був одним із засновників першої незалежної Республіки Азербайджан у 1918 році. Сабір Рустамханлі, видатний азербайджанський письменник та політик у своєму інтерв'ю газеті «Джумхурієт» у вересні 2003 року назвав Мірзу Хазара «символом національної боротьби». Його ім'я з'явилося в «Енциклопедії гірських євреїв», надрукованій в Ізраїлі у 2006 році.